# Segregara
Segregara es un género de arañas migalomorfas de la familia Idiopidae. Se encuentra en Sudáfrica. 

## Lista de especies
Según The World Spider Catalog 11.5:
- Segregara abrahami (Hewitt, 1913)
- Segregara paucispinulosa (Hewitt, 1915)
- Segregara transvaalensis (Hewitt, 1913)